# Лі Чжон Су (ковзаняр)
Це сторінка про ковзаняра, стаття про футболіста — Лі Чжун Су
Лі Чжон Су (хангиль: 이정수, 30 листопада 1989) — південнокорейський ковзаняр, спеціаліст із шорт-треку, дворазовий олімпійський чемпіон.
Лі Чжон Су розпочав виступати на міжнародних змаганнях на юніорському рівні в 2006, а на дорослому з сезону 2008/2009. Найбільший успіх прийшов до спортсмена на Олімпійських іграх у Ванкувері, де він зумів вибороти золоті медалі на дистанціях 1000 м та 1500 м. Ще одну медаль, срібну, Лі отримав як член естафетної команди Кореї в естафеті на 5000 м.